# 円山古墳 (野洲市)
円山古墳（まるやまこふん）は、滋賀県野洲市小篠原（こしのはら）にある古墳。形状は円墳。大岩山古墳群（国の史跡）を構成する古墳の1つ。

## 概要
| 地区   | 古墳名       | 墳丘         | 墳丘      | 築造時期    |
| ------ | ------------ | ------------ | --------- | ----------- |
| 冨波   | 冨波古墳     | 前方後方墳   | 墳丘長42m | 3c後半      |
| 冨波   | 古冨波山古墳 | 円墳         | 直径30m   | 3c後半      |
| 辻町   | 大塚山古墳   | 帆立貝形古墳 |           | 5c前半      |
| 冨波   | 亀塚古墳     | 帆立貝形古墳 | 墳丘長47m | 5c後半-末   |
| 小篠原 | 天王山古墳   | 前方後円墳   | 墳丘長50m | 6c初頭      |
| 小篠原 | 円山古墳     | 円墳         | 直径28m   | 6c前半      |
| 小篠原 | 甲山古墳     | 円墳         | 直径30m   | 6c中葉      |
| 辻町   | 宮山2号墳    | 円墳         | 直径15m   | 6c末-7c前半 |

滋賀県南部、野洲川右岸の大岩山から北に延びる丘陵の先端部に築造された古墳である。盗掘に遭っているほか、近年に史跡整備に伴う発掘調査が実施されている。
墳形は円形で、直径28メートル・高さ約8メートルを測る（かつては帆立貝形古墳とする説もあった）。埋葬施設は片袖式の横穴式石室で、西方向に開口する。石室内には阿蘇溶結凝灰岩（阿蘇ピンク石/馬門石）製の刳抜式家形石棺（初葬棺）・二上山凝灰岩製の組合式家形石棺（追葬棺）の2基を据え、石室内からは銀製垂飾付耳飾・多量の鉄製武器類・1万点のガラス玉などの豊かな副葬品が出土している。
築造時期は、古墳時代後期の6世紀前半（または6世紀初頭）頃と推定される。大岩山古墳群8基のうちでは甲山古墳と前後する時期の首長墓（先行首長墓または後続首長墓）に位置づけられる。また野洲川流域において阿蘇溶結凝灰岩製石棺を最初に使用した古墳に位置づけられるとともに、石棺・副葬品の様相は甲山古墳と同様に被葬者の権力の大きさをうかがわせる古墳になる。
古墳域は1941年（昭和16年）に国の史跡に指定されている。現在は史跡整備の上で桜生（さくらばさま）史跡公園として公開されているが、石室内への立ち入りは制限され、毎年秋にのみ公開されている。

## 遺跡歴
- 1941年（昭和16年）12月13日、国の史跡に指定[5]。
- 1982年（昭和57年）、測量調査[2]。
- 1985年（昭和60年）2月7日、既指定の史跡「円山古墳」・「甲山古墳」に従来未指定であった古墳6基を追加指定・統合して、史跡指定名称を「大岩山古墳群」に変更[5]。
- 近年、史跡整備に伴う発掘調査（野洲町教育委員会、2001年に報告）。
- 2001年（平成13年）11月3日、桜生史跡公園の開園[2]。

## 埋葬施設

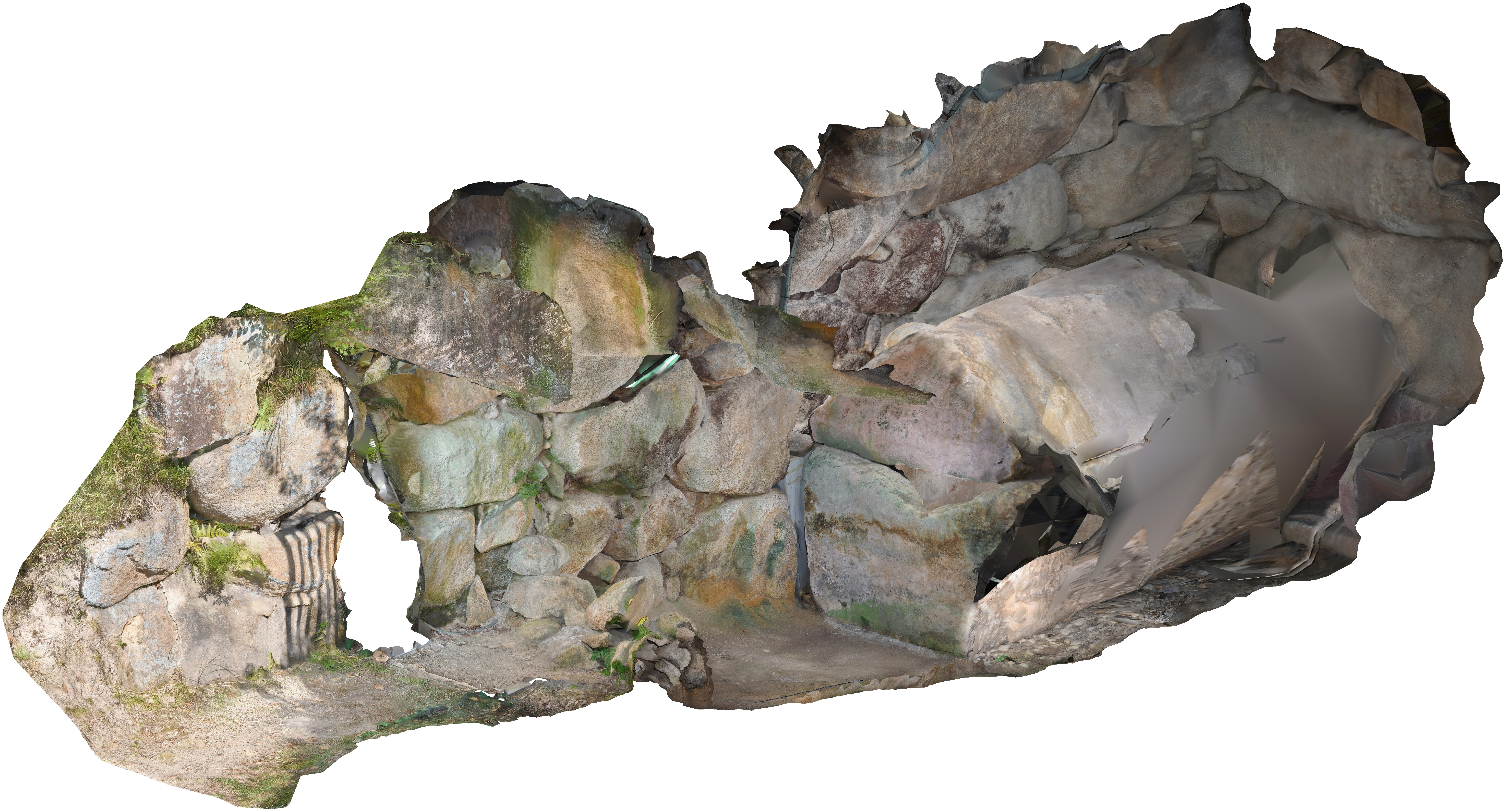
石室俯瞰図

石室展開図

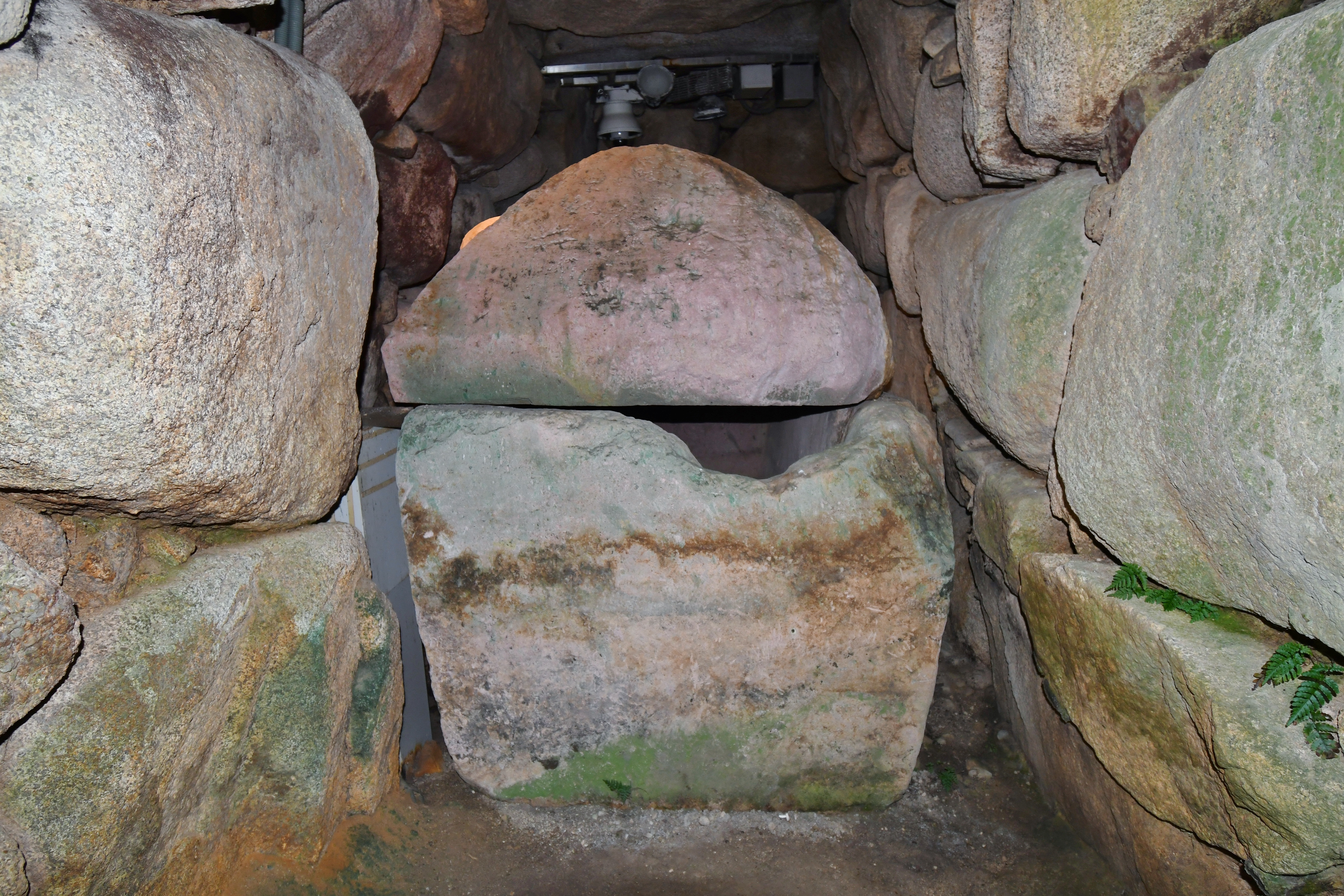
玄室（奥壁方向）
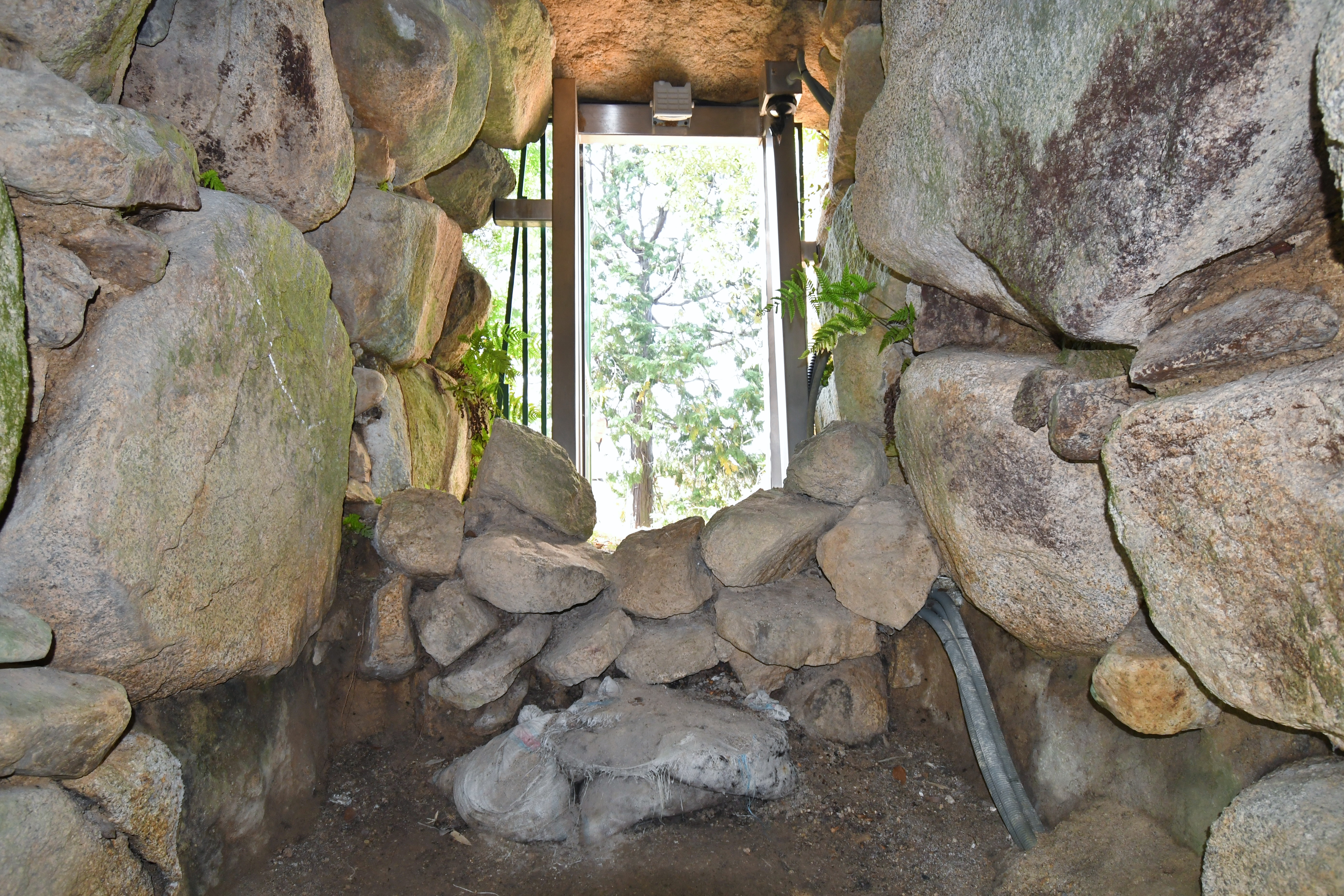
羨道（開口部方向）
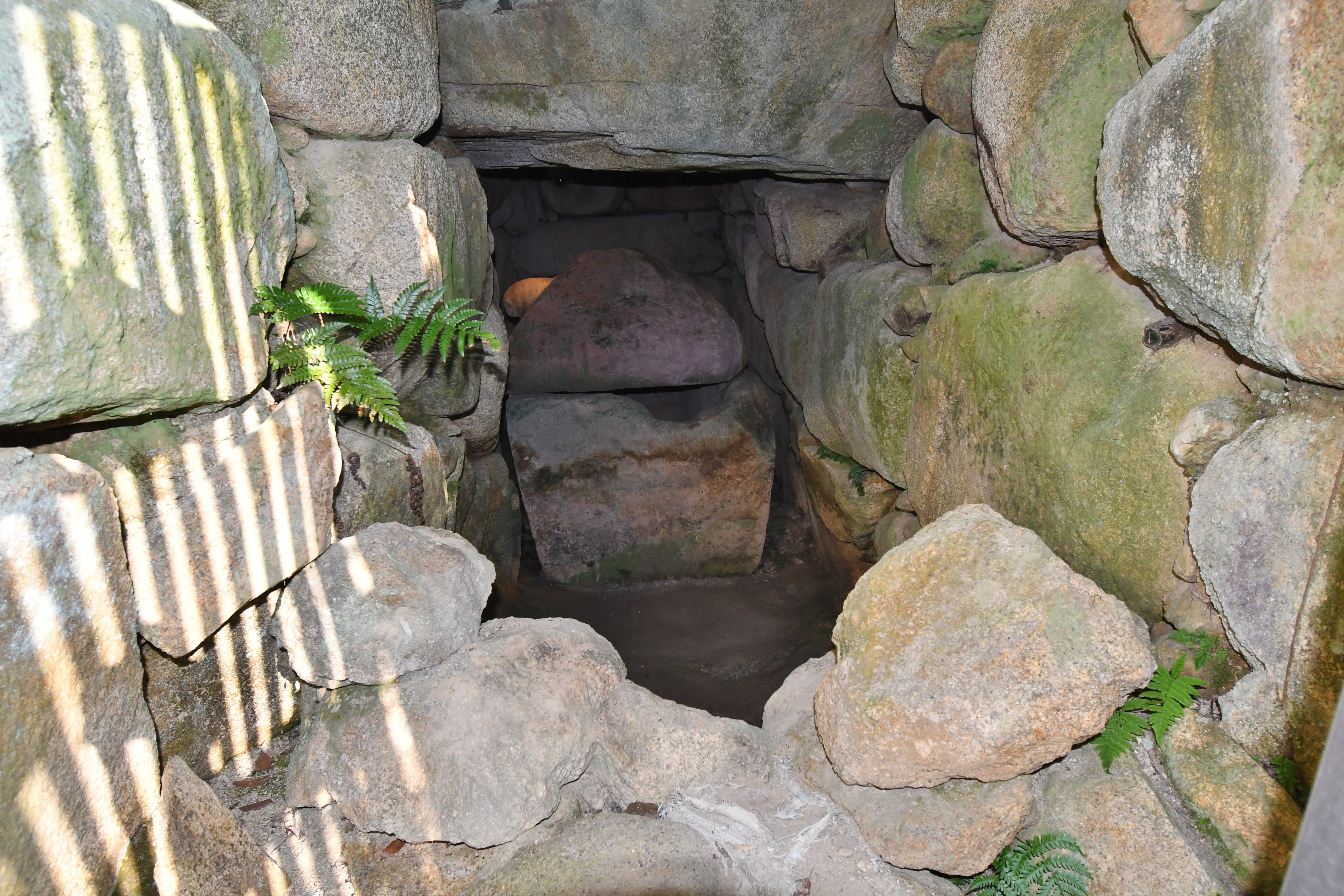
羨道（玄室方向）

埋葬施設としては片袖式の横穴式石室が構築され、西方向に開口する。石室の規模は次の通り。
- 石室全長：10.8メートル
- 玄室：長さ4.3メートル、幅2.4メートル、高さ3.1メートル
- 羨道：長さ6.5メートル、幅1.4メートル

羨道は入り口から玄室床面まで約1メートル下がり、天井石も階段状に下がる形態とする。玄室の床面には玉石を敷き詰める。
玄室内には、刳抜式家形石棺・組合式家形石棺各1基を据える。それぞれの詳細は次の通り。
- 刳抜式家形石棺
玄室手前寄りに据え、初葬棺と推定される。
阿蘇溶結凝灰岩（阿蘇ピンク石/馬門石）製。長さ2.85メートル・幅1.46メートル・高さ1.83メートルを測る。蓋石には長辺各2個・短辺各1個の縄掛突起を有し、全体に赤色顔料を塗布する[1][2]。
- 組合式家形石棺
玄室奥寄り、刳抜式家形石棺と奥壁の間に据え、追葬棺と推定される。
二上山凝灰岩製。蓋石・手前側石は破壊されている。底石は長さ2.45メートル・幅1.20メートル、棺身は高さ約0.80メートルを測る。長側石には長方形の突起を有する。滋賀県内の二上山凝灰岩製石棺としては鴨稲荷山古墳（高島市）とともに古式とされる[1][2]。

- 玄室（奥壁方向）
- 羨道（開口部方向）
- 羨道（玄室方向）

## 出土品
調査で検出された主な副葬品は次の通り。 
- 装身具
  - 銀製垂飾付耳飾
  - 銀製螺旋状耳飾
  - 歩揺
  - 銀製空玉
  - ガラス玉 約1万点[3]
- 武器類
  - 挂甲
  - 衝角付横矧板鋲留冑
  - 捩環頭大刀
  - 銀製捩金具
  - 鹿角製把小刀
  - 鉄鉾 10組以上
  - 鉄鏃 500本以上
  - 胡簶
- 馬具類
  - 鞍金具
  - 鐙
  - 轡

## 関連施設
- 桜生史跡公園案内所（野洲市小篠原）
- 野洲市歴史民俗博物館（銅鐸博物館）（野洲市辻町）

## 関連文献
（記事執筆に使用していない関連文献）
- 大手前女子大学考古学研究会 編『史跡円山古墳』野洲町教育委員会、1983年。
- 『史跡大岩山古墳群 天王山古墳・円山古墳・甲山古墳調査整備報告書』野洲町教育委員会〈野洲町文化財資料集2001-2〉、2001年。